# Giovanni Pompeo Piccolomini

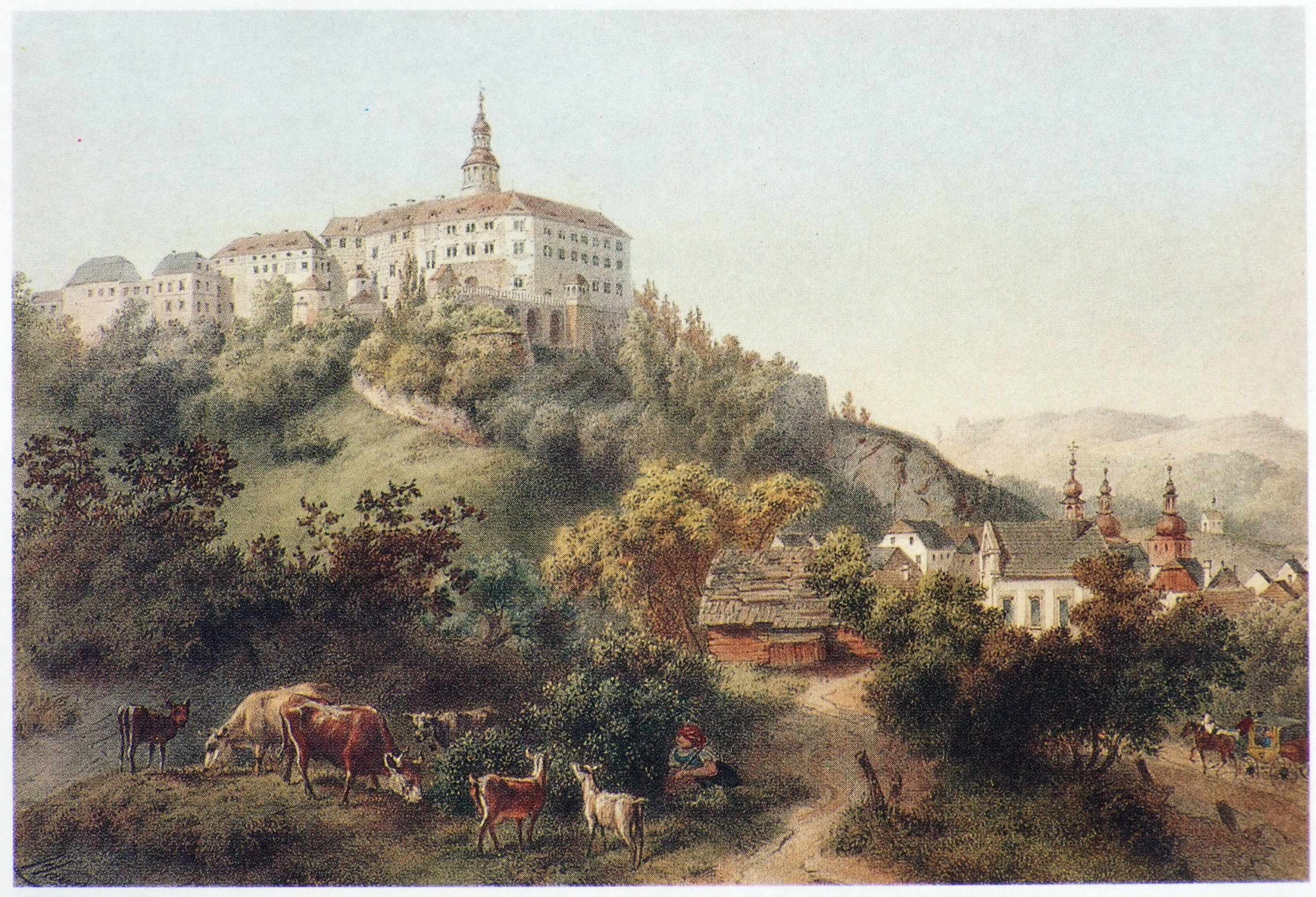
Schloss Náchod

Giovanni Pompeo Fürst Piccolomini (tschechisch Jan Pompejus, kniže Piccolomini; * 21. November 1694; † 1765 in Náchod) war Herzog von Amalfi und Graf von Celano sowie Grundherr der ostböhmischen Herrschaft Nachod.

## Leben
Giovanni Pompeo Piccolomini entstammte dem italienischen Adelsgeschlecht der Piccolomini-Todeschini. Seine Eltern waren Giuseppe Piccolomini († 1733) und Anna, Tochter des Pompeo Colonna. Nach dem Tod des Herzogs Ottavio Piccolomini (II.) 1757, mit dem der Familienzweig der Piccolomini-Pieri im Mannesstamm erlosch, erbte Giovanni Pompeo dessen Titel sowie die Herrschaft Náchod, die ein Familienfideikommiss war. Am 23. August 1757 huldigten ihm auf dem Schloss Náchod die Schlossbeamten sowie die Vertreter der Stadt Náchod und versprachen ihm Gehorsam, Treue und Untertänigkeit. Seine Regentschaft war von den Auswirkungen des Siebenjährigen Krieges überschattet, der große Schäden in Stadt und Herrschaft Náchod anrichtete.
Giovanni Pompeo vermählte sich 1747 mit Margherita Caterina (Marketa Kateřina), geborene Caracciolo (1723–1802). Der Ehe entstammten
1. Anna Maria Piccolomini d’Aragona (1748–1812), die sich 1767 mit Ettore Pignatelli Tagliavia d’Aragona Cortés (1742–1800), Herzog von Monteleone vermählte, und
2. Giuseppe Parille Piccolomini (Josef Parille Piccolomini, 1751–1783), der nach dem Tod des Vaters 1765 dessen Erbe antrat. Da er noch nicht volljährig war, stand er bis zum 5. August 1771 unter der Vormundschaft seiner Mutter.